# Epacra modesta
Epacra modesta är en insektsart som beskrevs av Brunner von Wattenwyl 1888. Epacra modesta ingår i släktet Epacra och familjen Gryllacrididae. Inga underarter finns listade i Catalogue of Life.